# 정만식
정만식(1974년 12월 11일 ~ )은 대한민국의 배우이다.

## 연기 활동

### 영화
- 2001년 영화 《총냄새》 ... 남자 역
- 2005년 영화 《잠복근무》 ... 망치 역 (특별출연)
- 2005년 영화 《오로라 공주》 ... 최 형사 역
- 2006년 영화 《예의없는 것들》 ... 머리 빵구난 깍두기 역
- 2007년 영화 《살결》 ... 빽치기 역
- 2007년 영화 《극락도 살인사건》 ... 조 기사 역
- 2007년 영화 《수》 ... 고참 간부 2 역
- 2008년 영화 《영화는 영화다》 ... 형사 역
- 2009년 영화 《똥파리》 ... 만식 역
- 2009년 영화 《우리 만난 적 있나요》 ... 박장군 역
- 2009년 영화 《파주》 - 철거민 4 역
- 2010년 영화 《원 나잇 스탠드》 ... 남편 역
- 2010년 영화 《황해》 ... 형사 1 역
- 2010년 영화 《부당거래》 ... 공 수사관 역
- 2010년 영화 《심야의 FM》 ... 오정무 역
- 2011년 영화 《카운트 다운》 ... 한 실장 역
- 2011년 영화 《수상한 고객들》 ... 경찰서 형사 역
- 2011년 영화 《가문의 수난》 ... 이세키 겐지 역
- 2011년 영화 《아테나: 더 무비》 ... 재혁 역
- 2011년 영화 《특수본》 ... 준석 역
- 2012년 영화 《시체가 돌아왔다》 ... 스티브 정 역
- 2012년 영화 《은교》 ... 박 사장 역
- 2012년 영화 《간첩》 ... 한 팀장 역
- 2013년 천만영화 《7번방의 선물》 ... 신봉식 역
- 2014년 영화 《남자가 사랑할 때》 ... 두철 역
- 2014년 영화 《끝까지 간다》 ... 최 형사 역
- 2014년 영화 《군도: 민란의 시대》 ... 양집사 역
- 2014년 영화 《기술자들》
- 2015년 영화 《허삼관》 ... 심씨 역
- 2015년 영화 《헬머니》 ... 승현 역
- 2015년 영화 《간신》 ... 자객 역
- 2015년 천만영화 《베테랑》 ... 전석우 소장 역
- 2015년 영화 《내부자들》 ... 최충식 부장검사 역
- 2015년 영화 《대호》 ... 구경 역(†)
- 2016년 영화 《아수라》 ... 도창학 역
- 2017년 영화 《그래, 가족》 ... 오성호 역
- 2017년 영화 《보통사람》 ... 신용수 제2차장 역
- 2017년 영화 《보안관》 ... 신일식 역
- 2017년 영화 《군함도》 ... 스기야마 역
- 2017년 영화 《대장 김창수》 ... 마상구 역
- 2018년 영화 《창궐》 ... 학수 역
- 2019년 영화 《돈》 ... 변만수 차장 역
- 2019년 영화 《사선의 끝》 ... 동진 역
- 2020년 영화 《지푸라기라도 잡고 싶은 짐승들》 ... 두만 역
- 2020년 영화 《초미의 관심사》 ... 춘배 역 (특별출연)
- 2020년 영화 《오케이! 마담》 ... 기장 역 (특별출연)
- 2020년 영화 《검객》 ... 민승호 역
- 2021년 영화 《모가디슈》 ... 공수철 역
- 2022년 영화 《헌트》 ... 양보성 역
- 2023년 영화 《화란》 ... 중국집 사장 역
- 2023년 영화 《투 하트》
- 2023년 천만영화 《서울의 봄》 ... 공수혁 역 (특별출연)
- 2024년 영화 《리볼버》 … 조 사장 역
- 2024년 영화 《크로스》 … 상웅 역
- 2024년 영화 《베테랑 2》 ... 전석우 소장 역(†)
- 2025년 영화 《브로큰》 ... 창모 역

### 드라마
- 2010년 KBS2 《정글피쉬 2》 ... 안바우 아버지 역
- 2010년 SBS 《아테나: 전쟁의 여신》 ... 재혁 역
- 2011년 MBC 《최고의 사랑》 ... 장 실장 역
- 2011년 KBS2 《KBS 드라마 스페셜 - 필살기》 ... 병덕 역
- 2011년 MBC 《나도, 꽃!》 ... 김도균 역
- 2012년 MBC 《더킹 투하츠》 ... 리강석 역
- 2012년 KBS2 《KBS 드라마 스페셜 - 칠성호》 ... 한만호 역
- 2012년 SBS 《드라마의 제왕》 ... 오진완 역
- 2013년 KBS2 《굿 닥터》 ... 김재준 역
- 2014년 SBS 《강구 이야기》
- 2014년 SBS 《기분 좋은 날》 ... 강현빈 역
- 2015년 On Style 《처음이라서》 ... 서지안의 아버지 역
- 2016년 OCN 《동네의 영웅》 ... 정수혁 역
- 2016년 SBS 《딴따라》 ... 정만식 역
- 2017년 JTBC 《맨투맨》 ... 이동현 역
- 2017년 SBS 《조작》 ... 전찬수 역
- 2018년 MBC 《배드파파》 ... 주국성 역
- 2019년 JTBC 《으라차차 와이키키 2》 ... 빚쟁이 역
- 2019년 SBS 《배가본드》 ... 민재식 역
- 2019년 JTBC 《보좌관 - 세상을 움직이는 사람들 시즌2》 ... 최경철 역
- 2020년 TV조선 《복수해라》 ... 김상구 역
- 2021년 JTBC 《언더커버》 ... 도영걸 역
- 2022년 SBS 《악의 마음을 읽는 자들》 ... 박대웅 역 (특별출연)
- 2022년 JTBC 《인사이더》 ... 양화 역
- 2022년 KBS2 《미남당》 ... 장두진 역
- 2023년 Disney+ 《최악의 악》 ... 장경출 역
- 2023년 tvN 《운수 오진 날》 … 김중민 역
- 2024년 Disney+ 《강남 비-사이드》 … 탁주일 역
- 2025년 Disney+ 《나인 퍼즐》 … 태동수 역
- 2025년 JTBC 《굿보이》 … 오종구 역
- 2025년 채널A 《여행을 대신해 드립니다》... 마을주민 역 (특별출연)
- 2025년 Disney+ 《넉 오프》 … 이기봉 역

## 그 외 출연

### 예능
- KBS2 《해피선데이 - 1박2일》 ... 2013년 9월 8일과 2013년 9월 15일 2주에 걸쳐 주원 친구로 섭외
- 2013년 KBS2 《해피투게더》 ... 2013년 8월 1일 드라마 굿닥터 출연진 훈남 특집
- 2014년 KBS2 《미스터 피터팬》
- 2016년 MBC 《무한도전》 ... 2016년 9월 24일, 10월 1일 (영화 《아수라》 팀과 공동 출연)
- 2018년 SBS 《싱글와이프》
- 2019년 JTBC 《한끼줍쇼》황보라 와 함께 출연
- 2022년 SBS 《꼬리에 꼬리를 무는 그날 이야기》
- 2023년 SBS 《꼬리에 꼬리를 무는 그날 이야기》

### 뮤직비디오
- 2013년 NC.A - 교생쌤 (Lip Ver.)
- 2014년 박수진 - 빈자리

### CF
- SK텔레콤 - 스마트키즈폰 (2014년)
- 매일유업 - 매일우유 (2014년)
- SK텔레콤 - T가족포인트 (2014년)

### 연극
- 여행 (2017년) - 만식 역

## 수상 및 후보
| 연도 | 시상식                      | 부문                       | 작품              | 결과 |
| ---- | --------------------------- | -------------------------- | ----------------- | ---- |
| 2004 | 서울연극제                  | 연기상                     |                   | 수상 |
| 2014 | 제22회 대한민국문화연예대상 | 영화부문 남자 최우수연기상 | 군도: 민란의 시대 | 수상 |
| 2016 | 제36회 황금촬영상           | 심사위원 특별상            | 대호              | 수상 |

## 기타

### 양궁 선수 안산 관련 발언
2021년 7월 30일 페이스북으로, "애꿎은 선수에게 온라인 학대를 한 너희들은 머리짧게자른 유도선수들에게 한마디도 못하냐"라면서 '방구석 키보드 워리어들'에게 강력한 일침을 보냈다.